# MS Oasis of the Seas
MS Oasis of the Seas je norveško-američki brod za krstarenje, izgrađen 2009. u finskom brodogradilištu STX Europe (bivši Aker Finnyards) u gradu Turku, za kompaniju Royal Caribbean International. Prvi izgrađeni brod iz klase Oasis. Zajedno s blizancima Allure of the Seas, Symphony of the Seas i Harmony of the Seas, najveći je putnički brod ikada izgrađen.

## Izgradnja
Projekt, u kojem su sudjelovali projektni uredi Atkins Global, NB&D, RTKL, Waterfield Design Group i Wilson Butler Architects, započet je 2004. – 2005., te je kao prva jednica nove klase Oasis, ranije poznate kao »Projekt Genesis«, naručen veljače 2006. godine. Kobilica je položena 11. prosinca 2007. u brodogradilištu STX Europe gdje su izgrađeni svi brodovi klasa Voyager i Freedom. Porinut je, točnije, isplovio je iz suhog doka, 21. studenoga 2008., a prve pokusne vožnje obavljene su lipnja 2009. kada je registrirana i maksimalna brzina od 23,8 čvorova. 
Imenica Oasis (hrv. Oaza) iz naziva broda izabrana je na javnom natječaju svibnja 2008. 15. travnja 2009. Kompanija RCI objavila je da su zaokružili financiranje izgradnje broda. Cijena izgradnje procjenjuje se na 1 240 000 000 američkih dolara. Brod je isporučen naručitelju 28. listopada, 2009. Dva dana kasnije isplovio je za svoju baznu luku Port Everglades na Floridi u Sjedinjenim Državama. Prilikom napuštanja Baltičkog mora, brod je prošao ispod mosta Storebæltsbroen u Danskoj sa samo oko 0,6 m međuprostora.

## Tehničke karakteristike
Tonaža je 225 282 brt (43 % više u odnosu na brodove klase Freedom, dosadašnjih najvećih putničkih brodova). Dužina cruisera je 360 m, širina, 47 m (na vodenoj liniji), visina 65 m +7 metara iznad vodene linije i s gaz od 9 m. Brzina je 20,2 čvorova. Pogon omogućavaju 3 dizel motora, Wärtsilä 12V46D (13 860 kW/18 590 ks svaki), i 3 dizel motora Wärtsilä 16V46D (18 480 kW/24 780 ks svaki), s ukupno 104 MW, koji osim što pokreću 3 azimutne Asea Brown Boveri (ABB) Azipod pogonske elektro-gondole (svaka 20 MW), zadovoljavaju i svu brodsku potrošnju električne energije. U brod je instalirano ukupno 5500 km električnih kabela. Potrošnja goriva je 12 t na sat. 

## Interijeri
U najveći putnički brod ugrađeni su mnogi noviteti. Unutrašnjost je tematski podijeljena na četvrti (neighborhoods) po uzoru na tematske parkove, oko središnjeg parka (Central park) s tropskim biljem i stablima do 7 metara visine. Također, na krmi je instaliran otvoreni amfiteatar oko bazena (AquaTheater). Od Ukupno 2700 kabina, 28 je dvoetažnih Loft apartmana.

## Destinacije
Fort Lauderdale na Floridi predviđen je kao bazna luka za polaske na krstarenja s itinererima na istočnim i zapadnim Karibima. Na prvo putovanje isplovio je 1. prosinca 2009. iz Fort Lauderdalea, na Floridi za Labadee na Haitiju, dok standardna sedmodnevna krstarenja pristaju i u St. Thomasu na Američkim djevičanskim otocima, Philipsburgu na Nizozemskim Antilima i u Nassau na Bahamima.

## Poveznice
- Klasa Oasis
  - MS Allure of the Seas

## Galerija
- Oasis of the Seas isplovljava za SAD 30, listopada 2009.
- Unutrašnjost.
- U Fort Lauderdaleu na Floridi, 2009.
- Unutrašnjost.

## Vanjske poveznice
- Službena stranica – oasisoftheseas.com  Arhivirana inačica izvorne stranice od 20. lipnja 2010. (Wayback Machine)
  - Službena stranica foto galerija   Arhivirana inačica izvorne stranice od 21. travnja 2009. (Wayback Machine)
- Službena stranica – royalcaribbean.com
- Grafički prikaz – theatlantic.com  Arhivirana inačica izvorne stranice od 23. svibnja 2009. (Wayback Machine)
- STX Europe
- ship-technology.com 
  - ship-technology.com – Specifications  Arhivirana inačica izvorne stranice od 21. ožujka 2009. (Wayback Machine)